# Julia em
Julia em (101-51 TCN), Julia Minor, hoặc Julia nhỏ, là con gái thứ hai của quan tổng đốc Gaius Julius Caesar và Aurelia Cotta (con thứ ba của họ là Julius Caesar). Cả ba chị em được sinh ra và nuôi dưỡng ở Roma.

## Anh chị em
Người chị lớn của Julius Caesar thỉnh thoảng được các sử gia gọi là Julia Lớn (Julia Major, nhưng bà không nên bị nhầm lẫn với cháu cố của em gái mình, Julia Lớn, con gái của Augustus). Cùng một lẽ, người chị gái nhỏ tuổi hơn thỉnh thoảng được gọi là Julia Nhỏ (Julia Minor) và cũng không nên nhầm với Julia Nhỏ, cháu ngoại của Augustus và cũng là hậu duệ của bà. Em trai của bà là Gaius Julius Caesar Nhỏ, người sau này trở thành quan độc tài và cũng là người đặt nền móng cho Đế quốc La Mã (về sau cháu ngoại Julia là Augustus đã kế thừa sự nghiệp của Caesar).
Không thể biết rõ là người chị gái nào của quan độc tài đã đưa ra bằng chứng chống lại Publius Clodius Pulcher khi ông này bị tố cáo tội nghịch đạo năm 61 TCN. Julia và mẹ của bà, Aurelia, đã đưa cho quan tòa một bản tường thuật chi tiết về quan hệ tình cảm của ông này với Pompeia, vợ của Caesar. Caesar đã ly dị Pompeia sau vụ bê bối đó.

## Hôn thú và hậu duệ
Chị gái thứ hai của Caesar kết hôn với Marcus Atius Balbus, một pháp quan và đại biểu ở địa phương xuất thân từ một gia đình thường dân có truyền thống nguyên lão viện. Julia sinh cho Balbus ba (hoặc hai, tùy theo nguồn tham khảo) con gái.
Tên các con gái của Julia:
- Atia Balba Prima
- Atia Balba Secunda (hoặc, theo một nguồn khác, Atia Balba Caesonia)
- Atia Balba Tertia

Hoặc, theo nguồn cho rằng Julia có hai con gái, chú thích theo lối đơn giản là:
- Atia Lớn (Atia Major)
- Atia Nhỏ (Atia Minor)

Người con thứ hai (hoặc thứ nhất), Atia, kết hôn với Gaius Octavius và sau đó là Lucius Marcius Philippus. Bà là mẹ của Octavia Nhỏ (vợ thứ tư của tam hùng Marcus Antonius) và hoàng đế La Mã đầu tiên Augustus, tên khai sinh Gaius Octavius.
Một con gái khác của Julia, Atia, kết hôn với Lucius Marcius Philippus, con riêng của Philippus–cha dượng của Augustus. Con gái họ, Marcia, về sau kết hôn với Paullus Fabius Maximus và sinh cho ông này một người con trai, Paullus Fabius Persicus. Fabia Numantina có thể là con của Marcia với Maximus hoặc con gái của em ông ta, Africanus Fabius Maximus.
Một con gái khác của Julia hoặc con của Balbus với Claudia, Atia, kết hôn với Gaius Junius Silanus. Con trai của họ, cũng tên là Gaius Junius Silanus, trở thành quan chấp chính năm 10. Tuy vậy, Atia ở đây có thể là "Appia". Con trai của quan chấp chính năm 10 là Appius Junius Silanus, quan chấp chính năm 28, Decimus Junius Silanus, người dính vào một vụ bê bối tình ái với Julia Nhỏ và bị trục xuất, và Marcus Junius Silanus, quyền chấp chính (consul suffectus) năm 15.

## Mất
Balbus chết năm 52 TCN và Julia mất một năm sau đó. Octavius lúc đó 12 tuổi, cháu nội trẻ nhất của Julia và cũng là hoàng đế tương lai Augustus, đã đọc điếu văn ở tang lễ của bà.